# Negatief (fotografie)

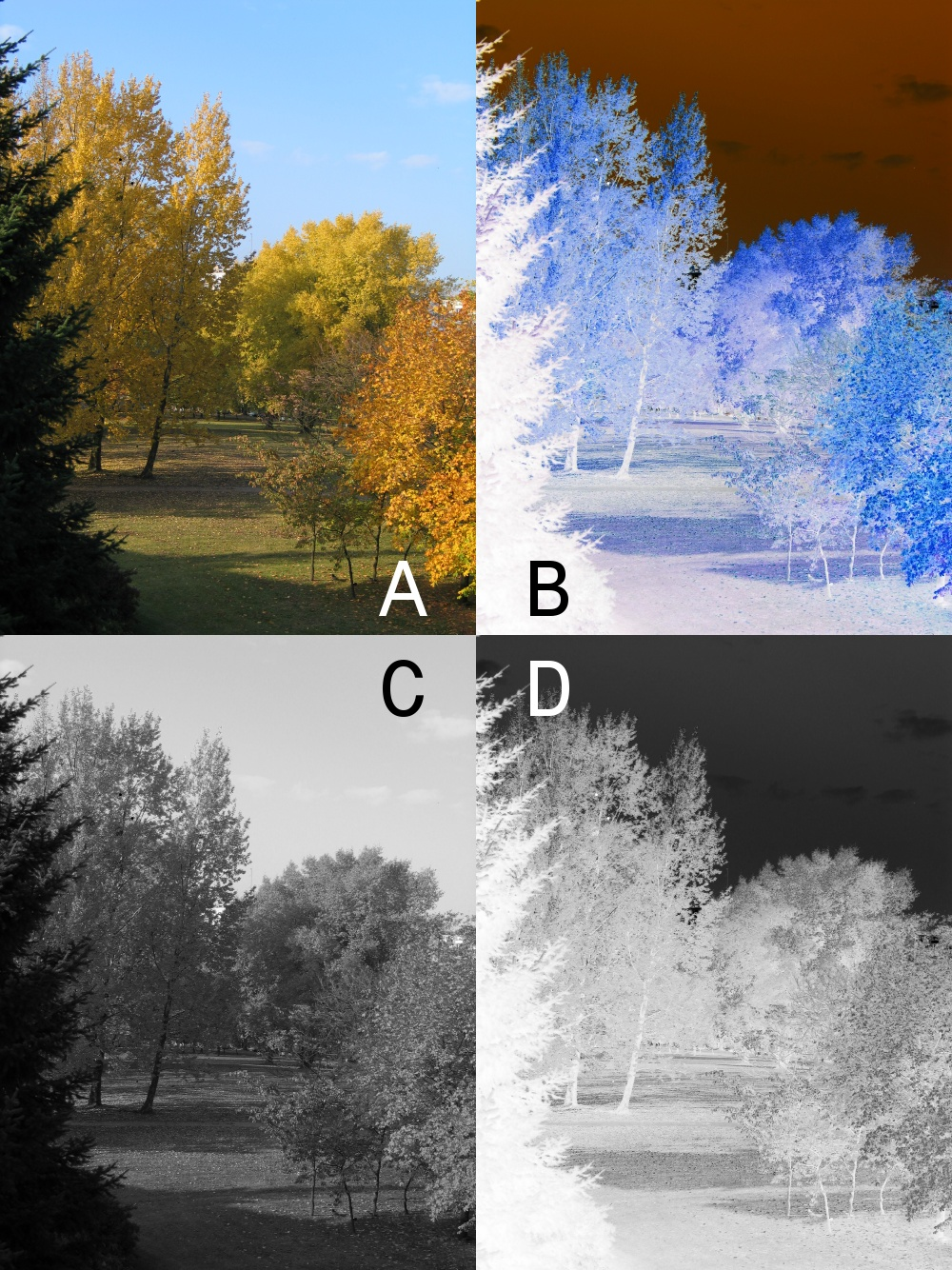
A: kleurenbeeld B: kleurnegatief (zonder oranje masker) C: zwart-witbeeld D: zwart-witnegatief

Een negatief is een tussenstadium in het fotografisch procedé dat bij gebruik van de meest gangbare lichtgevoelige materialen noodzakelijk is om een beeld te kunnen maken. Het is een transparante drager - vroeger glasplaat, celluloid en later polyester - met een lichtgevoelige laag.
De lichtgevoelige laag bestaat uit zilverzouten, vaak zilverhalogeniden, die fijn verdeeld zilver vormen als ze belicht worden. Dit zilver is in de meeste gevallen zo fijn dat het onzichtbaar is, pas bij ontwikkelen groeien de zilverkernen zo aan dat ze een merkbare zwarting geven. Waar het meeste licht valt ontstaan de donkerste plekken, een negatief beeld. Om verdere zwarting te voorkomen moet het ongebruikte zilverzout door middel van fixeren verwijderd worden.
Voor een positief beeld kan men volgens hetzelfde proces een tweede afbeelding maken, of er kan halverwege het ontwikkelproces een tussenbelichting met wit licht worden gedaan. Röntgenfotos en microfilm worden meestal als negatief bekeken.
Een soortgelijk principe geldt voor kleurenfotografie: licht wordt in drie lagen, door kleurfilters gescheiden, opgenomen en veroorzaakt daar door een speciale ontwikkelaar een beeld waarvan niet alleen de helderheid maar ook de kleuren complementair zijn aan die in het origineel: (donker)geel wordt (licht)blauw, rood wordt groen en omgekeerd. 
Behalve deze kleuromkering valt bij een ontwikkeld kleurennegatief een oranje kleurmasker op, wat nog meer vervreemding van de kleuren oplevert als het negatief direct bekeken wordt. Het masker verhoogt de kleurverzadiging en compenseert sommige kleurfouten van de film. Ook hier wordt de originele kleurbalans door een herhaalde uitvoering van de omkering hersteld en het masker er uit gefilterd. Er zijn tijdens het afdrukken kleurcorrecties mogelijk per afdruk. 
Er zijn twee systemen om een negatief af te drukken:
- het subtractieve systeem: in één belichting met twee kleurfilters uit de kleuren geel, magenta en cyaan, in oplopende densiteit en oplopende belichtingstijd
- het additieve systeem: in twee belichtingen, met twee kleurenfilters uit de kleuren rood, blauw en groen, met vaste densiteit en een variabele tijd van belichten per filter.

In dia- of omkeerfilm is het proces zo aangepast dat het negatief alleen een tussenstadium in de filmlaag zelf is. Tijdens het ontwikkelproces wordt het belichte zilver uitgebleekt en het resterende, onbelichte zilver vervangen door een kleurstofbeeld. Een dia geeft hiermee direct een positief beeld. Het is niet mogelijk om bij iedere dia afzonderlijk de kleuren te compenseren. Er zijn daarom speciale films voor verschillende belichtingsomstandigheden zoals daglicht of kunstlicht, waarbij de kleurtemperaturen verschillen.
Fotochroom is een techniek die in vroeger jaren werd gebruikt om zwart-witnegatieven kleur te geven. Het gebruik van deze stof kan gezien worden als voorloper van de kleurenfotografie.
De transparante drager van de gevoelige laag, celluloid, werd eind jaren 1880 voor fotografische films ontwikkeld. Hannibal Goodwin verwierf een octrooi voor een celluloid film.